# Nombre de Gay-Lussac
Le nombre de Gay-Lussac {\displaystyle (Gc)} est un nombre sans dimension utilisé dans les opérations de transfert thermique. Il indique la sensibilité de l'augmentation de pression en fonction de l'augmentation de la température dans un système isochore,. 
Ce nombre porte le nom de Louis Joseph Gay-Lussac, chimiste et physicien français.
On le définit de la manière suivante :
{\displaystyle Gc={\frac {1}{\beta \Delta T}}}
avec :
- ΔT - différence de température
- β - coefficient d'augmentation de pression isochore